# Dubravko Šimenc
Dubravko Šimenc, född 2 november 1966 i Zagreb, är en kroatisk vattenpolospelare. Han ingick i Jugoslaviens landslag vid olympiska sommarspelen 1988 och i Kroatiens landslag vid olympiska sommarspelen 1996, 2000 och 2004. Han tog OS-guld för Jugoslavien och OS-silver för Kroatien. Han är son till Zlatko Šimenc som ingick i det jugoslaviska vattenpololandslaget som tog OS-silver vid olympiska sommarspelen 1964.
Dubravko Šimenc gjorde tre mål i den olympiska vattenpoloturneringen i Seoul som Jugoslavien vann. I den olympiska vattenpoloturneringen i Atlanta gjorde han fjorton mål. Den gången blev det OS-silver för Kroatien, fyra år senare i Sydney en sjundeplats och 2004 i Aten en tiondeplats.
Šimenc tog VM-guld för Jugoslavien i samband med världsmästerskapen i simsport 1986 i Madrid och 1991 i Perth.